# Потворне
Потворне — естетична категорія, яка позначає ту грань естетичного освоєння світу, що породжена сприйняттям предметів, явищ об'єктивної дійсності, суспільних подій, вчинків людей і не відповідає естетичному ідеалові людини, має негативне значення для неї, суспільства загалом. Потворне — антипод прекрасного і величного.
Прикметами потворних явищ є дисгармонійність, аритмічність, недосконалість структурної організації, деформованість, низький художній рівень творів, а природною реакцією людини на них є почуття невдоволення, антипатії, навіть огиди.
Потворне має конкретно-історичну, національну, індивідуально-смакову зумовленість, тому воно в житті і в художній літературі не тотожне, часто переосмислюється, змінюючи свою естетичну валентність: те, що за одних умов вважається прекрасним, стає потворним. Одні й ті ж явища різними людьми під впливом їх світогляду оцінюються то як потворні, то як прекрасне. Звісно, є різниця між потворними явищами за їх сутністю чи внаслідок переінакшення в часопросторі (скажімо, прекрасна людина деградує, стає алкоголіком, садистом, злочинцем) і тенденційними спотвореннями крізь призму хибної ідеології тих людей і подій, які такими не були (Михайло Грушевський і Володимир Винниченко в політичних романах Юрія Смолича, митрополити Андрей Шептицький та Йосип Сліпий в памфлетах Я. Галана, Ю. Мельничука та ін.). У таких творах письменники, творячи власний художній світ, подають своє бачення, розуміння потворного, але, співвіднісши його з реальними явищами, людьми, вони переключають увагу читачів з тексту в позатекстову реальність і спонукають до оцінки художнього світу як реального. Критерієм оцінки є історична правда, що виявляє авторську тенденційність і сваволю.
Потворне не може бути суто суб'єктивним, а естетизація потворного — свавільною. Власне, з цього моменту починаються розбіжності в читацьких колах, серед критиків і теоретиків у їх ставленні до модернізму, авангардизму, сюрреалізму та тенденційної літератури.